# مقاطعة ليك (إنديانا)
مقاطعة ليك (بالإنجليزية: Lake County, Indiana)‏ هي إحدى مقاطعات ولاية إنديانا في الولايات المتحدة. ، بلغ عدد سكانها 496005 نسمة في عام 2010 حسب إحصاء مكتب تعداد الولايات المتحدة وتصل الكثافة السكانية فيها إلى 385.34 نسمة/كم2.

## المناخ
يظهر الجدول التالي التغييرات المناخية على مدار السنة لمقاطعة ليك:
| البيانات المناخية لـمقاطعة ليك    | البيانات المناخية لـمقاطعة ليك | البيانات المناخية لـمقاطعة ليك | البيانات المناخية لـمقاطعة ليك | البيانات المناخية لـمقاطعة ليك | البيانات المناخية لـمقاطعة ليك | البيانات المناخية لـمقاطعة ليك | البيانات المناخية لـمقاطعة ليك | البيانات المناخية لـمقاطعة ليك | البيانات المناخية لـمقاطعة ليك | البيانات المناخية لـمقاطعة ليك | البيانات المناخية لـمقاطعة ليك | البيانات المناخية لـمقاطعة ليك | البيانات المناخية لـمقاطعة ليك |
| الشهر                             | يناير                          | فبراير                         | مارس                           | أبريل                          | مايو                           | يونيو                          | يوليو                          | أغسطس                          | سبتمبر                         | أكتوبر                         | نوفمبر                         | ديسمبر                         | المعدل السنوي                  |
| --------------------------------- | ------------------------------ | ------------------------------ | ------------------------------ | ------------------------------ | ------------------------------ | ------------------------------ | ------------------------------ | ------------------------------ | ------------------------------ | ------------------------------ | ------------------------------ | ------------------------------ | ------------------------------ |
| الدرجة القصوى °ف (°م)             | 66 (19)                        | 73 (23)                        | 85 (29)                        | 91 (33)                        | 95 (35)                        | 104 (40)                       | 101 (38)                       | 104 (40)                       | 98 (37)                        | 92 (33)                        | 77 (25)                        | 70 (21)                        | 104 (40)                       |
| متوسط درجة الحرارة الكبرى °ف (°م) | 31.2 (−0.4)                    | 35.8 (2.1)                     | 47.5 (8.6)                     | 60.8 (16.0)                    | 71.3 (21.8)                    | 80.7 (27.1)                    | 83.8 (28.8)                    | 82.0 (27.8)                    | 76.4 (24.7)                    | 63.6 (17.6)                    | 49.4 (9.7)                     | 35.1 (1.7)                     | 59.8 (15.5)                    |
| المتوسط اليومي °ف (°م)            | 22.8 (−5.1)                    | 26.7 (−2.9)                    | 37.4 (3.0)                     | 49.3 (9.6)                     | 59.8 (15.4)                    | 69.7 (20.9)                    | 73.1 (22.8)                    | 71.1 (21.7)                    | 64.2 (17.9)                    | 51.9 (11.1)                    | 40.2 (4.6)                     | 27.1 (−2.7)                    | 49.4 (9.7)                     |
| متوسط درجة الحرارة الصغرى °ف (°م) | 14.4 (−9.8)                    | 17.7 (−7.9)                    | 27.4 (−2.6)                    | 37.9 (3.3)                     | 48.2 (9.0)                     | 58.7 (14.8)                    | 62.4 (16.9)                    | 60.3 (15.7)                    | 52.0 (11.1)                    | 40.2 (4.6)                     | 31.0 (−0.6)                    | 19.1 (−7.2)                    | 39.1 (3.9)                     |
| أدنى درجة حرارة °ف (°م)           | −28 (−33)                      | −23 (−31)                      | −9 (−23)                       | 7 (−14)                        | 26 (−3)                        | 33 (1)                         | 41 (5)                         | 38 (3)                         | 28 (−2)                        | 18 (−8)                        | 2 (−17)                        | −29 (−34)                      | −29 (−34)                      |
| الهطول إنش (مم)                   | 1.96 (50)                      | 1.75 (44)                      | 2.57 (65)                      | 3.78 (96)                      | 4.38 (111)                     | 4.69 (119)                     | 4 (100)                        | 3.98 (101)                     | 3.14 (80)                      | 3.44 (87)                      | 3.43 (87)                      | 2.34 (59)                      | 39.46 (999)                    |
| متوسط تساقط الثلوج إنش (سم)       | 8.8 (22)                       | 8.2 (21)                       | 3.4 (8.6)                      | 0.3 (0.76)                     | 0 (0)                          | 0 (0)                          | 0 (0)                          | 0 (0)                          | 0 (0)                          | 0.2 (0.51)                     | 0.7 (1.8)                      | 7.7 (20)                       | 29.3 (74.67)                   |
| المصدر: NOAA (normals, 1981–2010) |                                |                                |                                |                                |                                |                                |                                |                                |                                |                                |                                |                                |                                |

## أعلام
- ستيف كارتر

## وصلات خارجية
- www.lakecountyin.org
- United States Counties